# Scharka-Krankheit

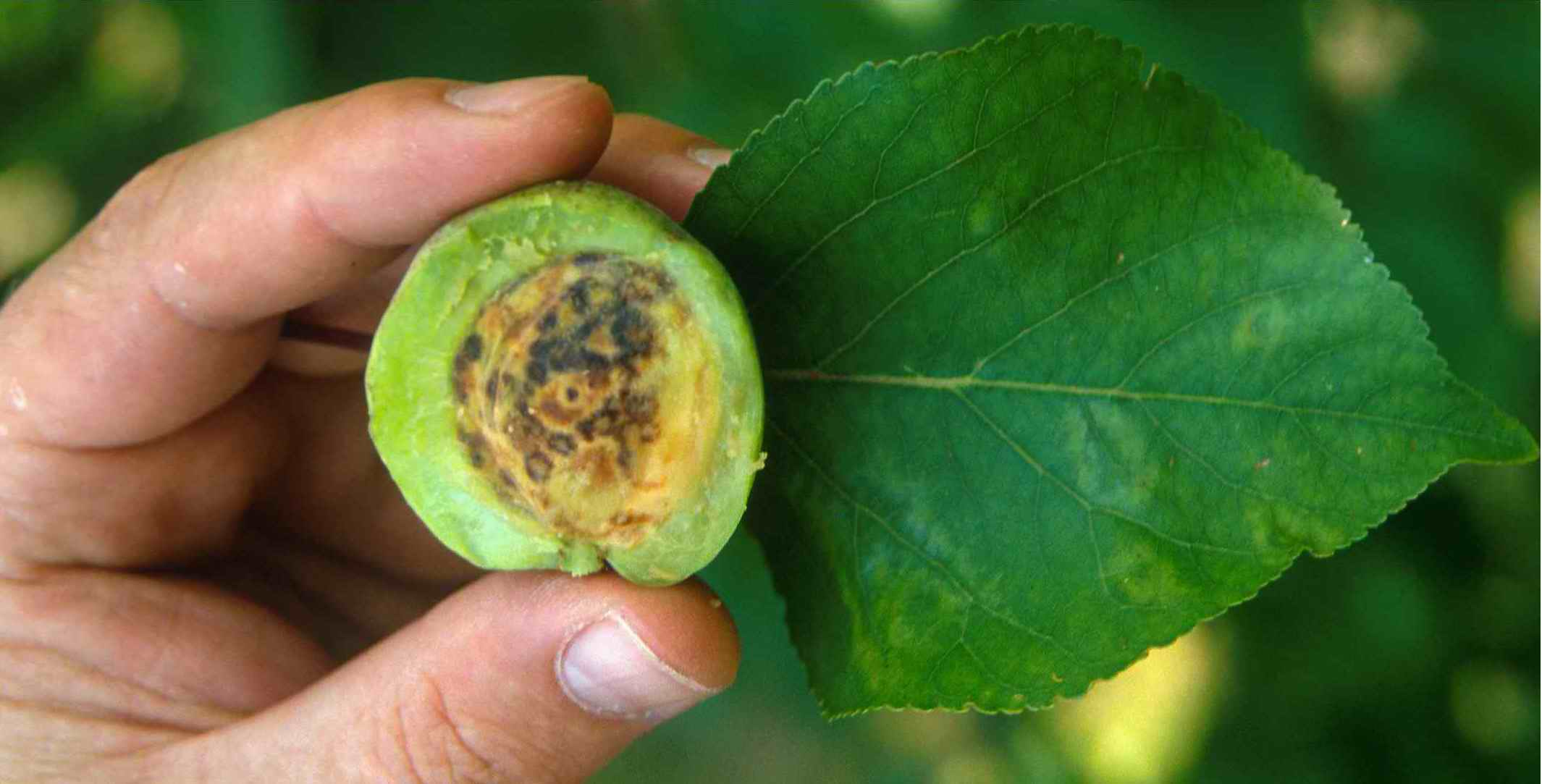
Scharka-Krankheit an einer Aprikose

Scharka (oder Scharka-Krankheit) ist eine durch das Scharka-Virus (engl.: plum pox virus, PPV) hervorgerufene Pflanzenkrankheit des Steinobstes. Sie befällt insbesondere Pflaumen/Zwetschgen und auch Pfirsiche/Nektarinen sowie Aprikosen und ist deren bedeutendste Krankheit, die sich seit den 1960er-Jahren in Deutschland ausgebreitet hat und heute flächendeckend auftritt.
Durch die Krankheit wird insbesondere der Erwerbsanbau von Pflaumen/Zwetschgen durch Ertragsrückgang und schlechte Fruchtqualität beeinträchtigt.

## Scharka-Virus

Genom des Scharka-Virus

Der Erreger der Scharka ist ein fadenförmiges, 20 × 764 Nanometer großes (+)ssRNA-Virus aus der Gattung der Potyviren, von dem vier Stämme (D, M, C und EA) bekannt sind. Diese Virenstämme führen zu unterschiedlichen Ausprägungen der Symptome und variieren auch bei der Wahl der Wirtspflanzen. Der Nachweis des 750 nm langen Erregers kann mittels des ELISA- oder des PCR-Verfahrens erfolgen.

## Symptome

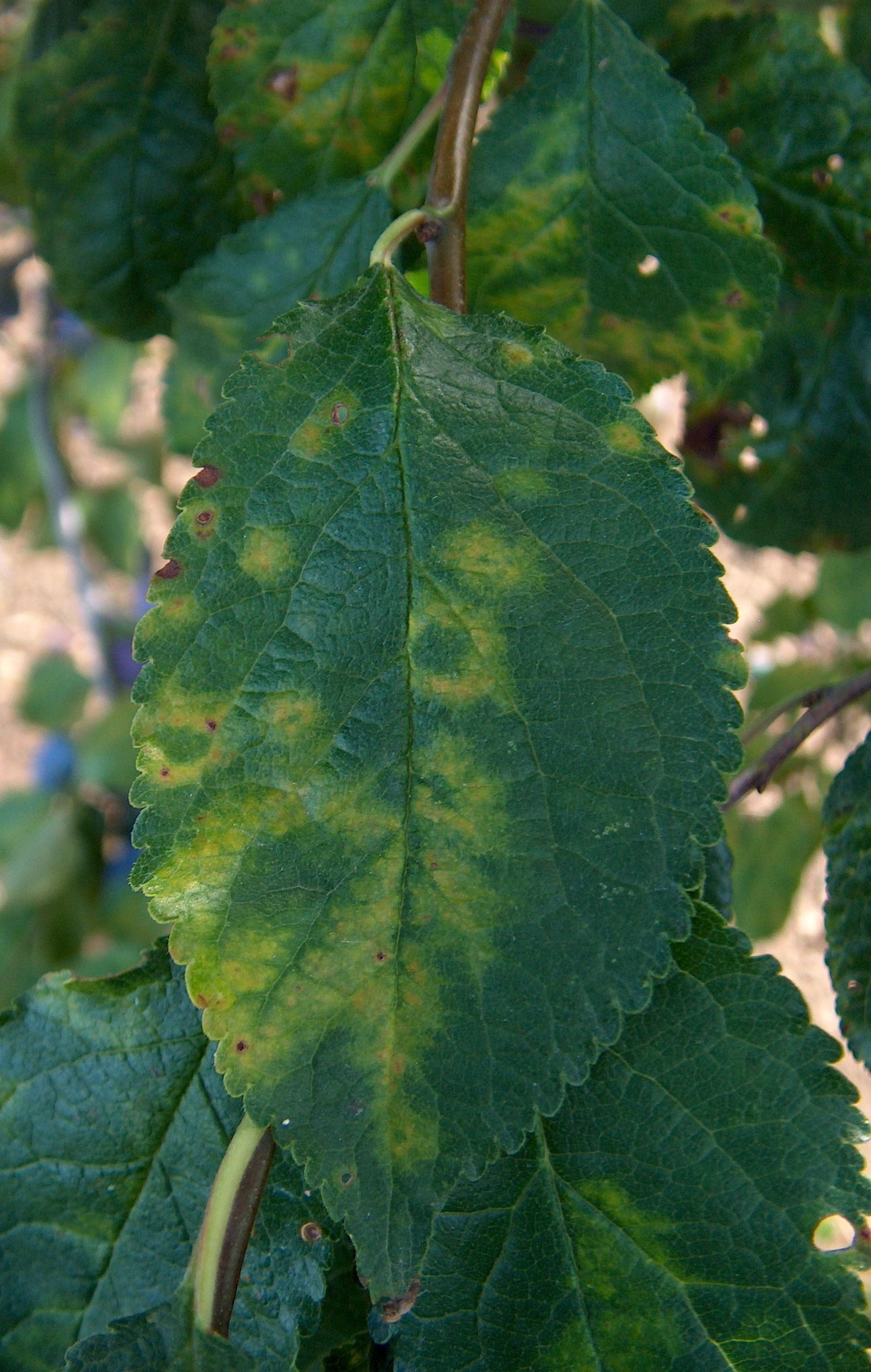
Blattsymptome

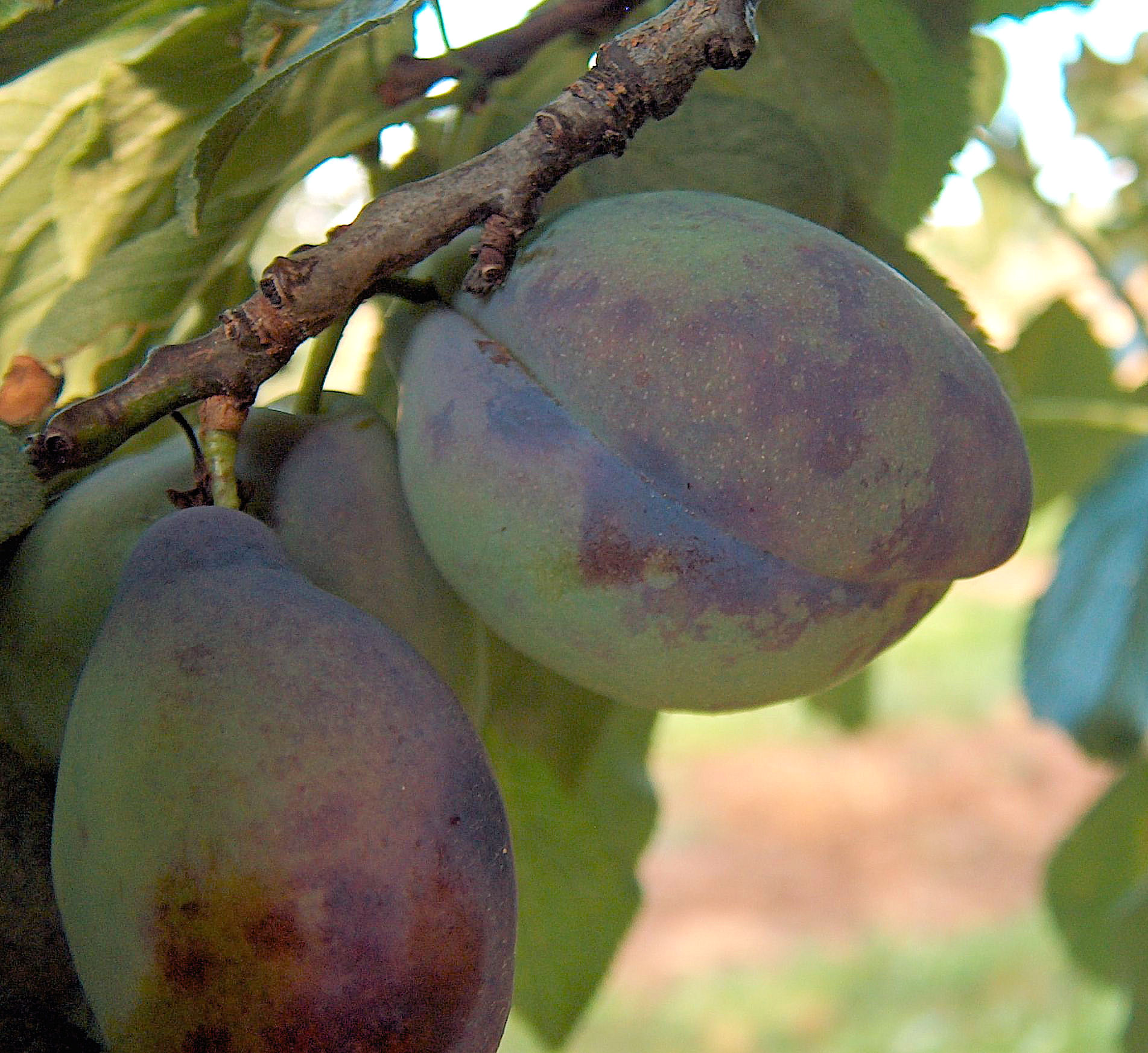
Fruchtsymptome

Die Infektion mit dem Scharka-Virus führt zu verschiedenen Symptomen, deren Stärke je nach Sorte unterschiedlich stark ausgeprägt sein kann.
Auf den Blättern von Pflaumen/Zwetschgen bilden sich im Frühjahr (Mai/Juni) hellolivgrüne bis olivgrüne Ringe, die sich zu schwarzen Punkten aus abgestorbenem Gewebe entwickeln können. An den Früchten entstehen pockenartige oder linienförmige Einsenkungen, unter denen das Fruchtfleisch (bis zum Stein) eine rötliche Farbe und gummiartige Konsistenz annimmt. Als Folge des Befalls kann es zu einem starken, vorzeitigen Abfall von Früchten kommen.
Insbesondere bei Wärme und Trockenheit während der Vegetationsperiode treten die Symptome besonders häufig und auch deutlich auf.

## Herkunft und Übertragung
Die von diesem Virus verursachten Symptome wurden erstmals 1917 in Bulgarien beobachtet, 1933 wurde Scharka von Dimitar Atanasov erstmals beschrieben und als Viruserkrankung erkannt. Inzwischen ist Scharka in nahezu ganz Europa zu finden.
Als Überträger (Vektor) auf kurze Entfernung fungieren Blattläuse (insbesondere Grüne Pfirsichblattlaus, Große Zwetschgenblattlaus, Grüne Zwetschgenblattlaus und Hopfenblattlaus), die den Erreger an einem infizierten Baum aufgenommen haben. Über größere Entfernungen erfolgt die Verbreitung durch Veredelung mit infizierten Reisern oder Unterlagen.

## Bekämpfung

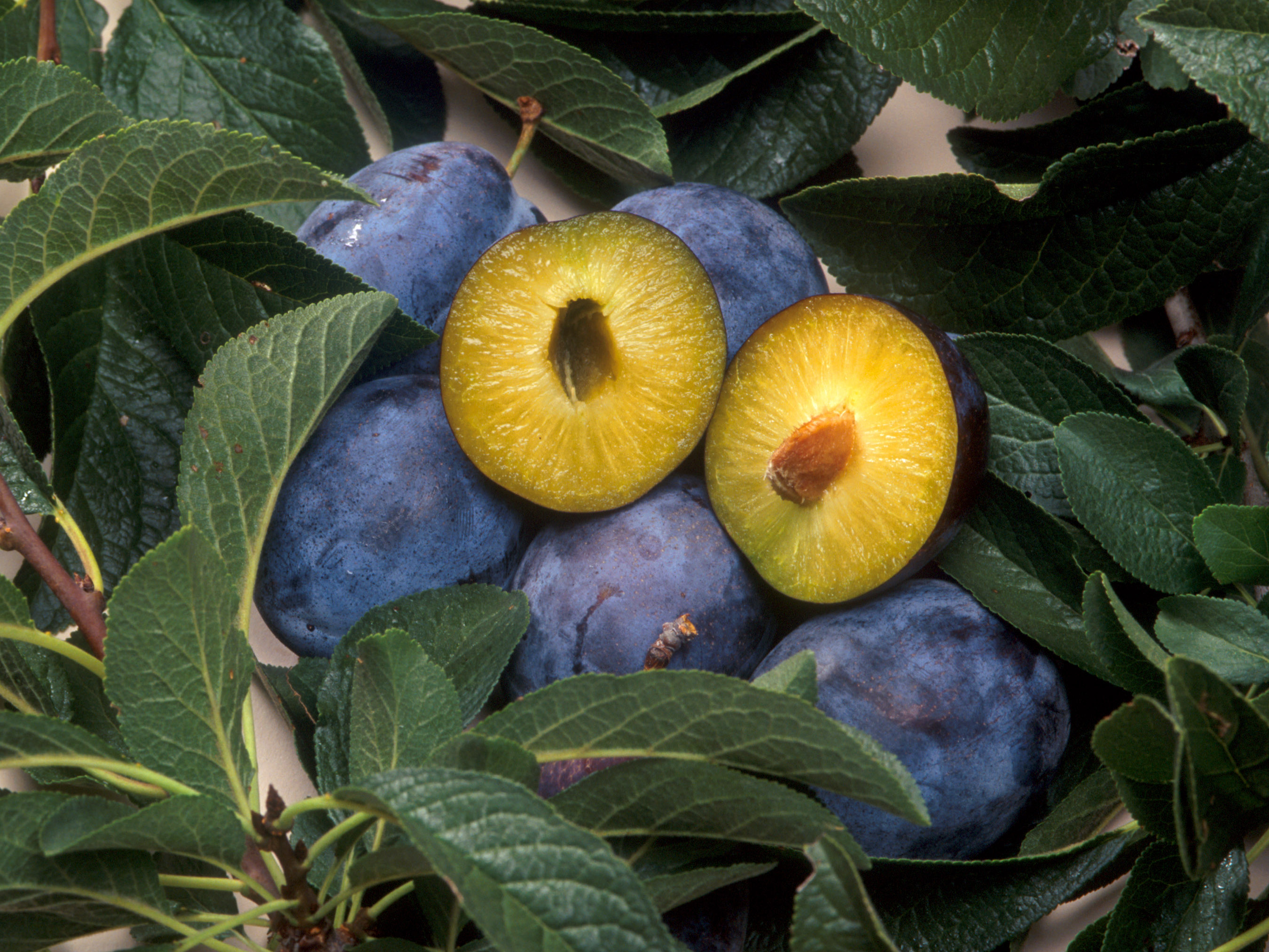
Scharka-resistente (genetisch modifizierte) Zwetschgensorte

Das Scharka-Virus und die von diesem hervorgerufenen Symptome der Scharka-Krankheit können nicht direkt bekämpft werden.
Lediglich die Ausbreitung kann vermieden/reduziert werden durch:
- Bekämpfung der übertragenden Insekten
- Rodung infizierter Pflanzen
- Verwendung virusfreier Unterlagen und Reiser
- Verwendung wenig virusanfälliger/resistenter Sorten und Unterlagen

Aufgrund der Scharkaverordnung können die zuständigen Behörden eine Rodung und Vernichtung befallener Pflanzen anordnen.
Steinobst in befallenen Gebieten kann nur mit geeigneten Sorten angebaut werden. Derzeit wird versucht, Scharka-resistente beziehungsweise Scharka-tolerante Pflaumen/Zwetschgen-Sorten zu züchten. Als erste (und bisher einzige) völlig Scharka-resistente Sorte wurde 1981 an der Universität Hohenheim die Sorte „Jojo“ gezüchtet. Es gibt jedoch etliche Sorten, die zwar nicht resistent sind, jedoch vom Scharka-Virus nur wenig geschädigt werden.

### Meldepflicht
Gemäß „Verordnung zur Bekämpfung der Scharkakrankheit“ unterliegt die Krankheit der Meldepflicht, des Weiteren werden Bekämpfungsmaßnahmen geregelt.

## Scharka-Anfälligkeit/-Toleranz/-Resistenz
Die verschiedenen Sorten der Steinobst-Arten sind – je nach deren individueller, genetisch determinierter Resistenz – verschieden anfällig für die Scharka-Krankheit. Es gibt
- anfällige Sorten – der Baum zeigt starke Symptome, wird stark geschädigt und die Früchte sind nicht vermarktbar. Zum Teil wird hier nach dem Grad der Anfälligkeit (auch in Abhängigkeit von den Umweltfaktoren wie z. B. Trockenheit) differenziert.
  - z. B.: Hauszwetschge, Fellenberg
- tolerante Sorten – der Baum zeigt keine oder nur einzelne oder wenige Symptome, wird ggf. leicht geschädigt aber die Früchte sind vermarktbar („Fruchtscharkatoleranz“). Zum Teil wird hier nach dem Grad der Anfälligkeit (auch in Abhängigkeit von den Umweltfaktoren wie z. B. Trockenheit) differenziert.
  - z. B.: Hanita, Katinka, Tophit plus, Cacaks Schöne, Čačaks Beste, Mirabelle von Pillnitz etc.
- resistente Sorten – der Baum kann nicht infiziert werden bzw. eine Infektion wird abgewehrt
  - z. B.: Jojo